# Shendy Puspa Irawati
Shendy Puspa Irawati (née le 20 mai 1987) est une joueuse de badminton indonésienne.
Elle a remporté la médaille de bronze en double aux Championnats d'Asie de badminton 2013 avec Fran Kurniawan.